# Blodhemn
Blodhemn – czwarty studyjny album norweskiego zespołu Enslaved, grającego muzykę na pograniczu black metalu i viking metalu.

## Lista utworów
| Nr | Tytuł utworu                                               | Długość |
| -- | ---------------------------------------------------------- | ------- |
| 1. | „Intro. "Audhumla; Birth Of The Worlds”                    | 1:11    |
| 2. | „I Lenker Til Ragnarok (In Chains Until Ragnarok)”         | 5:39    |
| 3. | „Urtical Gods”                                             | 3:20    |
| 4. | „Ansuz Astral”                                             | 4:55    |
| 5. | „Nidingaslakt”                                             | 3:23    |
| 6. | „Eit Auga Til Mimir (An Eye For Mimir)”                    | 4:25    |
| 7. | „Blodhemn (Vengeance In Blood)”                            | 5:33    |
| 8. | „Brisinghamen”                                             | 3:32    |
| 9. | „Suttungs Mjød (Suttungs Mead) - incl. Outro "Perkulator"” | 7:47    |
|    |                                                            | 39:45   |

## Twórcy
- Grutle Kjellson - śpiew, gitara basowa
- Ivar Bjørnson - gitara, instrumenty klawiszowe
- Arve Isdal - gitara
- Per "Dirge Rep" Husebø - instrumenty perkusyjne
- Peter Tägtgren - produkcja